# Centrale d'enrobage

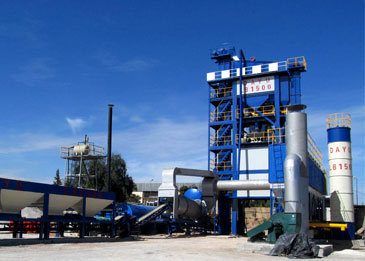
Centrale d'enrobage pour la fabrication d'enrobé bitumineux.

Une centrale d'enrobage est une installation industrielle fixe ou semi-mobile où l'on produit, selon des préconisations techniques précises, de l'enrobé (appelé aussi enrobé bitumineux ou béton bitumineux) servant à constituer la surface de roulement des routes, pistes d'aéroports et autres aires de circulation.

## Historique
À la fin du xixe siècle, une amélioration de la route pavée ou du macadam consista à améliorer sa résistance en augmentant son étanchéité. On procédait alors en répandant à la surface des routes des huiles lourdes de charbon ou goudron ; on parlait alors de routes goudronnées, généralement plus praticables que les routes simplement empierrées (composées d'une assise de pierres). Lorsque vint la fin du charbon, on substitua au goudron des huiles lourdes de pétrole ou bitume et l'on parla alors de routes bitumées. La construction de grandes routes à partir des années 1930 conduisit à en améliorer le revêtement et à concevoir le béton bitumineux, constituant les derniers centimètres de la piste de roulement, qui a sur le béton de ciment l’avantage d'une certaine plasticité.

## Fonctionnement
Une centrale d'enrobage a pour fonction de fabriquer, à partir de granulats, constituant la charge d'une part, d'huiles bitumineuses constituant le liant d'autre part, un béton bitumineux destiné au revêtement des routes et aires de roulement. Ce béton bitumineux est plastique entre 100  et   200 °C environ ; il est inélastique ou légèrement élastique au-dessous de ces températures.
La centrale a pour matières premières :

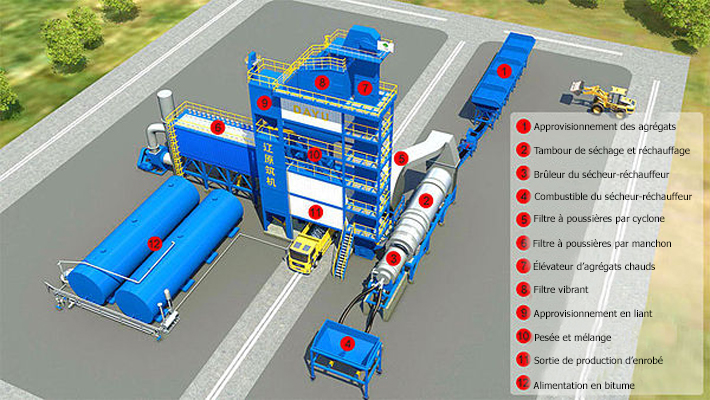
Structure d'une centrale d'enrobage

- des granulats (sable, gravier concassé, filler, ciment...),
- du bitume,
- des additifs éventuels[2]

Elle comporte les équipements nécessaires :
- au séchage et au réchauffage des granulats,
- avec élimination des poussières ;
- au pesage et à la sélection dimensionnelle des granulats ;
- au réchauffage du bitume ;
- au mélange intime des granulats et du bitume ;
- au stockage temporaire du produit fini.

## Typologies

### Centrale d'enrobage par lots

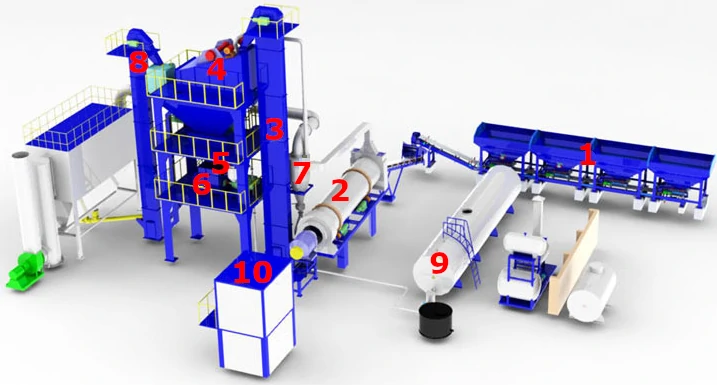
Exemple de centrale d'enrobage par lots

Dans une centrale par lots, les différents matériaux sont mis dans un chauffe-tambour via les trémies d'alimentation, où les matériaux sont séchés. Les agrégats chauds sont déposés dans des bacs selon leur taille. Chaque bac est déchargé dans une trémie de pesage, qui approvisionne ensuite un tambour de mélange où les ingrédients (secs) et le liant sont ajoutés. L'ensemble est mélangé et évacué soit directement dans les véhicules de livraison ou via une trémie de collecte. 

### Centrale d'enrobage en continu

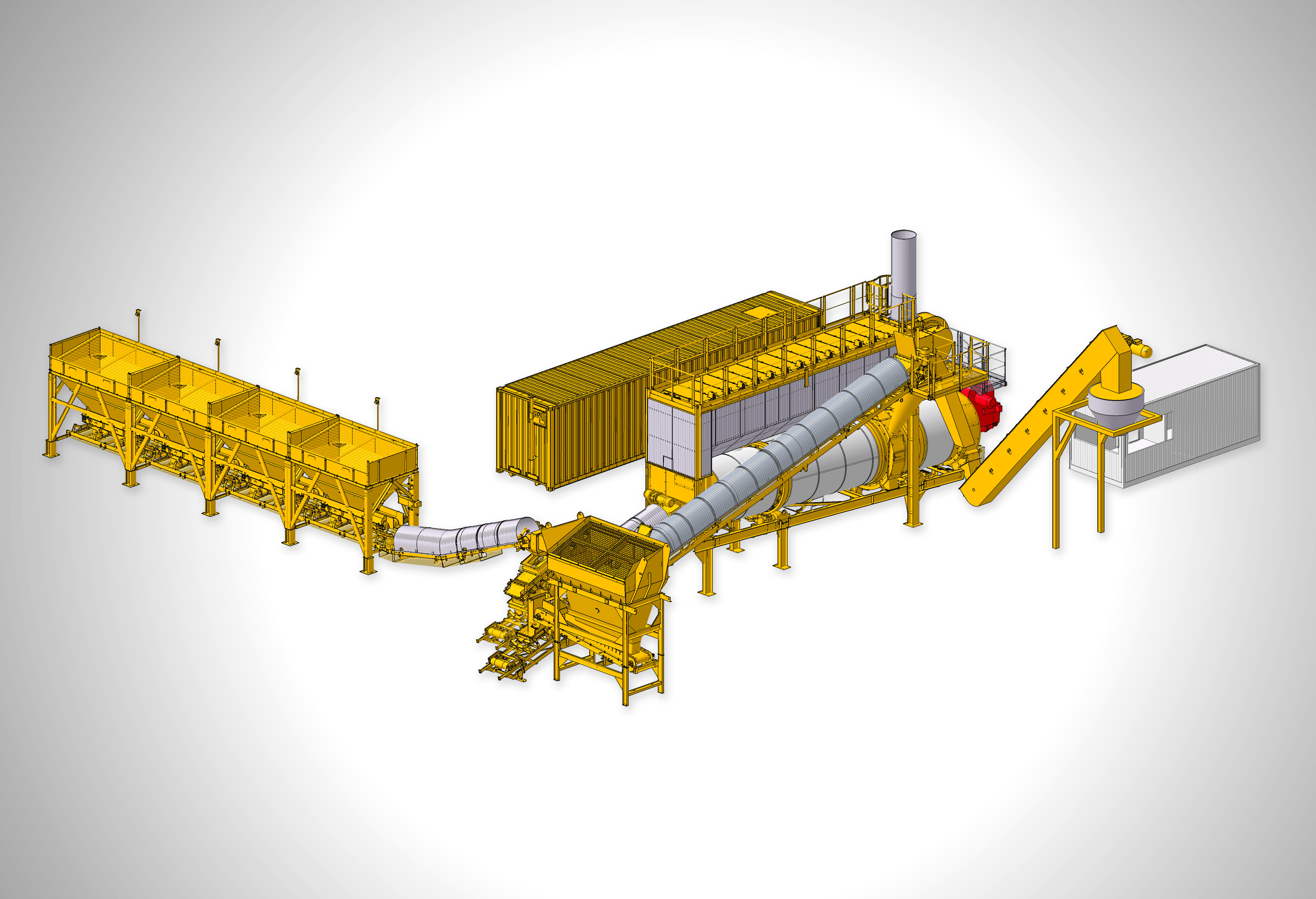
Exemple de centrale d'enrobage en continu

La centrale d'enrobage en continu est constituée d'une série de machines qui produisent sans pesée ni sélection dimensionnelle intermédiaire. Les contrôles se font en amont ce qui exige la maîtrise des caractéristiques des granulats avant l'approvisionnement (notamment avec des dimensions et une humidité homogènes).   

## Contexte en France

### Impacts sanitaires et environnementaux
En France se trouvent environ 500 centrales d'enrobage. L'impact sanitaire de ces usines a fait l'objet d'un reportage du magazine Envoyé spécial intitulé Bitume : La part d'ombre datant de 2015, reportage qui met en évidence une recrudescence des maladies auto-immunes et des cancers à proximité des usines, ainsi qu'une absence de contrôle indépendant par les organismes de l'État, car les industriels (Colas, Eiffage, Vinci Eurovia...) financent eux-mêmes les études d'impact et les campagnes de mesures sur leurs usines[réf. à confirmer].

### Réglementation concernant la protection de l'environnement
Selon la législation française, les centrales d'enrobage sont des installations classées pour la protection de l'environnement (ICPE). En effet, ce type d'installation est concerné par la rubrique no 2521 de la nomenclature des installations classées (« station d'enrobage au bitume de matériaux routiers ») : 
- Les centrales d'enrobage à chaud ainsi que les centrales d'enrobage à froid d'une capacité maximale supérieure à 1 500 tonnes par jour sont soumises à autorisation préfectorale. Cette autorisation est délivrée sous la forme d'un arrêté préfectoral qui impose à l'exploitant  le respect d'un certain nombre de prescriptions techniques[7].
- Les centrales d'enrobage à froid d'une capacité maximale supérieure à 100 tonnes par jour mais inférieure ou égale à 1 500 tonnes par jour doivent être déclarées. Les exploitants de ces installations doivent respecter les prescriptions techniques de l'arrêté ministériel du 30 juin 1997 relatif aux prescriptions générales applicables aux installations classées pour la protection de l'environnement soumises à déclaration sous la rubrique no 2521[8].

L'instruction des demandes d'autorisation d'exploiter ainsi que le contrôle du respect des prescriptions techniques par les exploitants sont réalisés par l'inspection des installations classées.